# Éric Deblicker
Éric Deblicker (Neuilly-sur-Seine, 17 aprile 1952) è un ex tennista e allenatore di tennis francese.

## Carriera da giocatore
Debutta nel circuito maggiore con una sconfitta al primo turno del torneo ATP Parigi 1971, ma comincia a giocare con frequenza tra i professionisti nel 1973. Vince il primo incontro in singolare nell'aprile 1973 a Monte Carlo battendo Massimo Di Domenico. Raggiunge la sua unica finale in carriera nel torneo in singolare dell'ATP Madrid nel 1976, perdendo in 5 set da Víctor Pecci con il punteggio di 5-7, 6-7, 6-3, 6-2, 4-6.
Ottiene il suo miglior risultato nei tornei del Grande Slam raggiungendo i quarti di finale di doppio misto all'Open di Francia nel 1978, in coppia con Regina Maršíková, e nel 1979, in coppia con Gail Sherriff Chanfreau. In singolare non va oltre il terzo turno dell'Open di Francia 1977.
In Coppa Davis disputa un totale di due partite, perdendole entrambe. Il suo miglior ranking ATP è stata la 65ª posizione in singolare raggiunta nel maggio 1978. Gioca i suoi ultimi incontri da professionista in un Challenger francese nell'agosto 1982.

## Carriera da allenatore
Dopo il ritiro, rientra nel mondo del tennis come allenatore della Federazione francese nel 1983. I primi giocatori che segue sono Thierry Tulasne, Tarik Benhabiles e Pascal Portes. In seguito si occupa di Fabrice Santoro, Arnaud Boetsch, Olivier Delaître, Henri Leconte, Arnaud Clément, Sébastien Grosjean e soprattutto di Richard Gasquet, del quale sarà coach per 7 anni portandolo nel 2007 al 7º posto del ranking e alla partecipazione alla Tennis Masters Cup 2007. È stato inoltre per alcuni anni allenatore della squadra francese di Coppa Davis nel periodo in cui giocava Yannick Noah.

## Statistiche

### Singolare

#### Finali perse (1)
| Numero | Anno           | Torneo             | Superficie  | Avversario in finale | Punteggio               |
| 1.     | 25 aprile 1976 | ATP Madrid, Madrid | Terra rossa | Víctor Pecci         | 5-7, 6-7, 6-3, 6-2, 4-6 |